# Purden Lake Provincial Park
Der Purden Lake Provincial Park ist ein 2.521 Hektar (ha) großer Provincial Park im Zentrum der kanadischen Provinz British Columbia. Der Park liegt etwa 65 Kilometer östlich von Prince George im Fraser-Fort George Regional District und kann vom Highway 16, dem Abschnitt des Yellowhead Highway in der Provinz, erreicht werden.

## Anlage
Der Park liegt nördlich des Highway 16 und umfasst den namensgebenden Purden Lake weitgehend. Der See gehört nicht vollständig zum Park und erreicht eine Tiefe von mehr als 160 Fuß.
Bei dem Park handelt es sich um ein Schutzgebiet der IUCN-Kategorie II (Nationalpark).

## Geschichte
Der Park wurde im Jahr 1971 eingerichtet. Im Laufe der Zeit wurden die Parkgrenzen neu festgelegt, zuletzt im Jahr 2000. Mit den neuen Parkgrenzen wuchs der Park von 181 ha im Jahr 1993 auf seine aktuelle Fläche von 2.521 ha. Benannt ist der Park nach M.H. Purden Bell, einem Mitarbeiter der Canadian Pacific Railway, welche 1879 versuchte eine Trasse durch dieses Gebiet zu führen.
Wie bei fast allen Provinzparks in British Columbia gilt jedoch auch für diesen, dass er – lange bevor die Gegend von Einwanderern besiedelt oder Teil eines Parks wurde – Jagd- und Fischereigebiet verschiedener Stämme der First Nations, hier der Lheidli T'enneh (eine Untergruppe der Dakelh), war.

## Flora und Fauna
Das Ökosystem von British Columbia wird mit dem Biogeoclimatic Ecological Classification (BEC) Zoning System in verschiedene biogeoklimatischen Zonen eingeteilt. Diese biogeoklimatischen Zonen zeichnen sich durch ein grundsätzlich identisches oder sehr ähnliches Klima sowie gleiche oder sehr ähnliche biologische und geologische Voraussetzungen aus. Daraus resultiert in den jeweiligen Zonen dann auch ein sehr ähnlicher Bestand an Pflanzen und Tieren. Innerhalb des Ökosystems von British Columbia wird das Parkgebiet zum Teil der Very Wet Cool Subzone der Interior Cedar-Hemlock Zone (ICHvk2) und zum Teil der Wet Cool Subzone der Sub-Boreal Spruce Zone (SBSwk1) zugeordnet.

## Aktivitäten
Der Park verfügt, am nordwestlichen Ufer des Sees gelegen, über einen Campingplatz mit 71, teilweise reservierbaren Stellplätzen für Zelte und Wohnmobile. Weiterhin verfügt er über einfache Sanitäranlagen sowie einen Picknickbereich. Der Park wird von mehreren kurzen Wanderwegen durchzogen.